# Aldo Penna
Leonardo Salvatore Penna, detto Aldo (Calatafimi Segesta, 1º novembre 1956), è uno scrittore e politico italiano.

## Biografia
Laureato nel 1992 in Scienze Politiche presso l'Università degli Studi di Palermo, è imprenditore nel settore della ristorazione e dipendente del Dipartimento Programmazione della Regione Sicilia. È inoltre giornalista e autore di alcuni romanzi, nei quali ricorre il personaggio del giornalista Gaetano Flores, cronista di nera, coraggioso suo malgrado, spesso coinvolto in indagini sul potere, la corruzione e la sopraffazione e attraversato da profonde crisi nel rapporto con le donne.
È socio dell'Associazione Luca Coscioni.

## Impegno politico
Il suo impegno politico inizia nel Partito Socialista Italiano, di cui è stato responsabile degli enti locali per la provincia di Palermo.
Dopo la dissoluzione del PSI aderisce al Partito Radicale, nelle cui liste è candidato alle elezioni europee del 1999 nella circoscrizione Italia insulare per la Lista Emma Bonino, ottenendo 548 preferenze e non risultando eletto.
Alle elezioni politiche del 2001 si candida al Senato della Repubblica nel collegio elettorale di Palermo Centro per la Lista Pannella-Bonino, ottenendo il 2,36% e terminando in sesta posizione.
Passa poi al neocostituito Partito Socialista Italiano, all'interno del quale alle elezioni politiche del 2008 è candidato al Senato della Repubblica come capolista nella circoscrizione Sicilia 1, non risultando eletto. 
Nel 2012 si avvicina al Movimento 5 Stelle, venendo indicato come assessore in pectore al Verde in caso di vittoria del candidato sindaco Salvatore Forello alle elezioni comunali del 2017.
A gennaio 2018 annuncia la sua candidatura alla Camera dei Deputati alle imminenti elezioni politiche per il Movimento 5 Stelle, venendo eletto nel collegio uninominale Sicilia 1 - 01 (Palermo - Resuttana-San Lorenzo) con il 48,16% dei voti davanti a Francesco Cascio del centrodestra (30,79%) e a Leopoldo Piampiano del centrosinistra (13,72%), pur non avendo potuto completare la campagna elettorale a causa di un ictus che lo aveva colpito il 19 febbraio al termine di un comizio a Capaci. Durante la XVIII Legislatura ha trattato in particolare i temi della disabilità, del fine vita e della legalizzazione della cannabis.
Alle elezioni politiche del 2022 è ricandidato alla Camera per il Movimento 5 Stelle nel ridisegnato collegio uninominale Sicilia 1 - 02 (Palermo: Quartiere 20 - Resuttana-S. Lorenzo), ottenendo il 33,70% e venendo superato da Maria Carolina Varchi del centrodestra (36,10%), non è dunque rieletto.

## Opere
- La verità è nell'ombra, Serradifalco Editore, 2005, ISBN 88-88891-10-2.
- Il silenzio imperfetto, Introduzione di Antonio Ingroia, Stampa alternativa Editore, 2010, ISBN 978-88-6222-122-1.[5]
- Il palazzo dei re, Torri del vento Editore, 2014, ISBN 978-8897373568.